# Aliança Catalana
Aliança Catalana és un partit independentista català d'extrema dreta fundat a Ripoll el 2020. El partit, liderat per Sílvia Orriols i Serra, disposa tres diputats al Parlament de Catalunya i 14 regidors en ajuntaments de Catalunya.

## Ideologia
El partit és independentista català d'extrema dreta i advoca per la cultura i els valors occidentals, la defensa de la llengua catalana i es posiciona en contra del bilingüisme a Catalunya. Promou una moratòria en immigració i tancar les fronteres als immigrants econòmics, deportar els immigrants delinqüents, repatriar els immigrants il·legals i que els menors estrangers no acompanyats hagin de tornar als seus països amb les seves famílies. Se'l considera islamòfob, i introdueix conceptes com el gran reemplaçament i el xoc de civilitzacions.
El partit defensa l'economia de mercat i el proteccionisme envers la indústria i empreses catalanes.
El partit té com a ideòleg l'historiador Jordi Aragonès. L'any 2022, durant l'acte de presentació de l'organització a Barcelona, Sílvia Orriols va defensar la independència unilateral proposant expulsar Espanya i França de Catalunya, a més d'afirmar públicament que l'islam és incompatible amb els valors d'Occident.

## Història

### Antecedents, fundació i registre
Sílvia Orriols fou una de les oradores habituals en les concentracions de Ripoll prèvies al referèndum sobre la independència de Catalunya de 2017, i l'estiu de 2019 en el camí a la manifestació Omplim Estrasburg amb Margarita Cabello, amb qui va compartir desplaçament, insatisfetes amb la gestió dels partits amb el procés independentista català es comencen a organitzar per presentar una nova formació a les eleccions municipals de 2019, però sense capacitat per formar una llista amb disset veïns de Ripoll i sense les firmes necessàries per poder presentar-se, la majoria dels candidats són d'altres poblacions i es posen en contacte amb Jordi Casacuberta, que té tres partits registrats, escollint com a cobertura el Front Nacional de Catalunya (FNC), d'estructura inexistent. La llista, a la que s'hi afegí Fina Guix com a número dos, qui havia estat la segona de l'alcalde Jordi Munell (Convergència i Unió), aconseguí mig miler de vots i l'acta de regidor per Orriols.
El 31 de març de 2020, Orriols i tots els membres del partit a Ripoll van abandonar l'FNC a causa de diferències sobre el fenomen de la immigració magribina, i el malestar social arran dels atemptats de Catalunya de 2017. Orriols, el grup local de l'FNC i alguns antic dirigents de Solidaritat Catalana per la Independència van decidir inscriure el 29 de juliol de 2020 un nou partit polític ambiciós que aspirés a un nínxol de votants més ampli.

### Eleccions municipals de 2023
El maig de 2023, Aliança Catalana guanyà les eleccions municipals a Ripoll obtenint sis regidors. Als altres dos municipis on es va presentar va treure un regidor a Manlleu i un altre a la Ribera d'Ondara. El 12 de juny de 2023 la resta de forces polítiques de l'Ajuntament de Ripoll van intentar fer un pacte per evitar que Aliança Catalana entrés a governar el municipi, però finalment Orriols fou investida alcaldessa el 17 de juny de 2023. Des de les eleccions municipals de 2023, regidors de petits partits municipalistes i no adscrits s'han anat incorporant a la formació, i en juliol de 2025, havia passat a tenir 14 regidors.

### Eleccions al Parlament de Catalunya de 2024
L'11 de juliol de 2023, Sílvia Orriols va confirmar que Aliança Catalana es presentaria a les següents eleccions al Parlament de Catalunya. Orriols va ser posteriorment seleccionada com la candidata per a les eleccions un cop foren convocades. Ho va fer públic el març d'aquell any en un vídeo amb l'eslògan «Salvem Catalunya». El PSC, ERC, Junts, la CUP i els Comuns van comprometre's en maig de 2024 a no pactar-hi.
El 12 de maig de 2024 a les eleccions al Parlament de Catalunya de 2024, a les que es va presentar per primer cop, va obtenir 117.877 vots, el 3,79% del total, i dos escons, un per Girona (Sílvia Orriols) i un altre per Lleida (Ramón Abad).

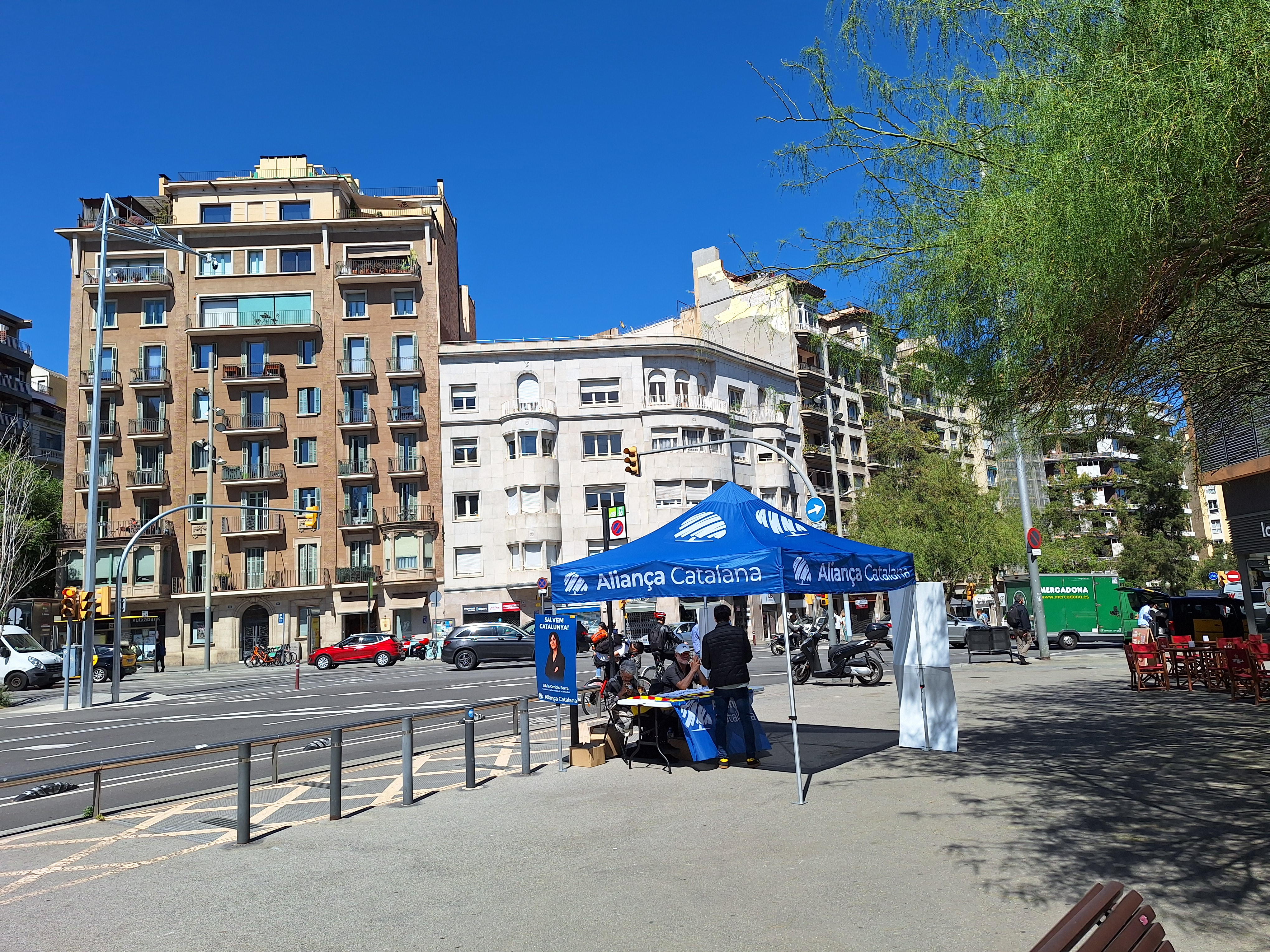
Parada d'Aliança Catalana a Barcelona en 2024

El primer Congrés Nacional de l'organització es va celebrar a Ripoll el 6 de juliol de 2024, i va escollir el seu comitè de Govern, format per la presidenta Sílvia Orriols, amb l'empresari Lluís Areny, l'advocada Aurora Fornos, l'economista Oriol Gès, l'historiador Jordi Aragonès i l'enginyer Franc Massaneda.
El 8 d'agost de 2024, dia de la investidura de Salvador Illa com a President de la Generalitat, Aliança va passar formalment i oficial a l'oposició i al Grup Mixt del Parlament de Catalunya, sent-ne l'únic partit de la quinzena legislatura ja que la Candidatura d'Unitat Popular (CUP) va aconseguir un diputat més del necessari per poder formar el seu grup propi.
El maig de 2025 el partit va decidir establir una organització juvenil associada al partit.

## Resultats electorals

### Eleccions al Parlament de Catalunya
| \| Cirumscripció \| Cap de llista \| Vots \| % \| Diputats \| \| ------------- \| ----------------- \| ------ \| ---- \| -------- \| \| Barcelona \| Lluís Areny \| 67.405 \| 2,87 \| 0 / 85 \| \| Tarragona \| Aurora Fornos \| 11.074 \| 3,51 \| 0 / 18 \| \| Girona \| Sílvia Orriols \| 26.857 \| 9,03 \| 1 / 17 \| \| Lleida \| Ramón Abad Gimeno \| 12.966 \| 7,78 \| 1 / 15 \| |                   |        |      |          |
| Cirumscripció | Cap de llista     | Vots   | %    | Diputats |
| Barcelona | Lluís Areny       | 67.405 | 2,87 | 0 / 85   |
| Tarragona | Aurora Fornos     | 11.074 | 3,51 | 0 / 18   |
| Girona | Sílvia Orriols    | 26.857 | 9,03 | 1 / 17   |
| Lleida | Ramón Abad Gimeno | 12.966 | 7,78 | 1 / 15   |

| Cirumscripció | Cap de llista     | Vots   | %    | Diputats |
| ------------- | ----------------- | ------ | ---- | -------- |
| Barcelona     | Lluís Areny       | 67.405 | 2,87 | 0 / 85   |
| Tarragona     | Aurora Fornos     | 11.074 | 3,51 | 0 / 18   |
| Girona        | Sílvia Orriols    | 26.857 | 9,03 | 1 / 17   |
| Lleida        | Ramón Abad Gimeno | 12.966 | 7,78 | 1 / 15   |

### Eleccions municipals
| \| Municipi \| Comarca \| Alcaldable \| Vots \| % \| Regidors \| Govern \| \| --------------- \| -------- \| ----------------------------------------- \| ----- \| ---- \| -------- \| -------------------- \| \| Ripoll \| Ripollès \| Sílvia Orriols Serra \| 1.401 \| 30,8 \| 6 / 17 \| Govern \| \| Ribera d'Ondara \| Segarra \| Albert Puig Bernaus (expulsat del partit) \| 48 \| 14,9 \| 1 / 7 \| Extraparlamentari[a] \| \| Manlleu \| Osona \| Roger Saborit Verdaguer \| 357 \| 5,8 \| 1 / 21 \| Oposició \| |          |                                           |       |      |          |                   |
| Municipi | Comarca  | Alcaldable                                | Vots  | %    | Regidors | Govern            |
| Ripoll | Ripollès | Sílvia Orriols Serra                      | 1.401 | 30,8 | 6 / 17   | Govern            |
| Ribera d'Ondara | Segarra  | Albert Puig Bernaus (expulsat del partit) | 48    | 14,9 | 1 / 7    | Extraparlamentari |
| Manlleu | Osona    | Roger Saborit Verdaguer                   | 357   | 5,8  | 1 / 21   | Oposició          |

| Municipi        | Comarca  | Alcaldable                                | Vots  | %    | Regidors | Govern            |
| --------------- | -------- | ----------------------------------------- | ----- | ---- | -------- | ----------------- |
| Ripoll          | Ripollès | Sílvia Orriols Serra                      | 1.401 | 30,8 | 6 / 17   | Govern            |
| Ribera d'Ondara | Segarra  | Albert Puig Bernaus (expulsat del partit) | 48    | 14,9 | 1 / 7    | Extraparlamentari |
| Manlleu         | Osona    | Roger Saborit Verdaguer                   | 357   | 5,8  | 1 / 21   | Oposició          |